# اوبرشونگ
اوبرشونگ (به آلمانی: Oberschönegg) یک شهر در آلمان است که در اونترالگوی واقع شده‌است. اوبرشونگ ۹۶۳ نفر جمعیت دارد.